# آسترید آلوین
آسترید آلوین (انگلیسی: Astrid Allwyn; ۲۷ نوامبر ۱۹۰۵ – ۳۱ مارس ۱۹۷۸) یک هنرپیشه اهل ایالات متحده آمریکا بود. وی بین سال‌های ۱۹۲۹ تا ۱۹۴۳ میلادی فعالیت می‌کرد.

## گزیده فیلمشناسی
از فیلم‌ها یا برنامه‌های تلویزیونی که وی در آن نقش داشته‌است می‌توان به آثار زیر اشاره کرد.
- ماجرای عشقی (۱۹۳۲)
- دختر اهل کلگری (۱۹۳۲)
- مادر مجرد (۱۹۳۲)
- جرم بین‌المللی (۱۹۳۸)
- رابطه عاشقانه (۱۹۳۹)
- آقای اسمیت به واشینگتن می‌رود (۱۹۳۹)
- رینو (۱۹۳۹)